# 華東重機
無錫華東重型機械股份有限公司，簡稱無錫華東重型機械股份、無錫華東重型機械、無錫華東重機，以及華東重機（英語：WUXI HUADONG HEAVY MACHINERY CO., LTD.，深交所：002685），於2004年，由无锡华东重机科技集团有限公司和其他相關企業組成，前身為「無錫華東重型機械有限公司」。
現時業務在國內經營生產及銷售规格的岸边集装箱起重机、轨道式集装箱门式起重机等，招股價為9.99元人民幣，發行新股為5,000万股，而集資額為5億元人民幣，而股份則在2012年6月12日於深圳證券交易所中小板上市。
而總部位於中国江苏省无锡市滨湖经济技术开发区华苑路12号，董事長及總經理為翁耀根。

## 連結
- HDHM.com （页面存档备份，存于）